# Don't Know What You Got (Till It's Gone)
Don't Know What You Got (Till It's Gone) è una power ballad del gruppo musicale statunitense Cinderella, estratta come singolo dal secondo album della band, Long Cold Winter nel 1988. Si tratta del brano di maggior successo del gruppo, avendo raggiunto la posizione numero 12 della Billboard Hot 100 nel novembre del 1988.
La canzone appare nell'episodio Raisins della settima stagione della serie animata South Park. È inoltre udibile all'interno del film The Wrestler del 2008.
È stata inserita alla posizione numero 18 nella classifica delle "25 più grandi power ballad" secondo VH1.

## Video musicale
Il suggestivo videoclip della canzone è stato diretto da Nick Morris e mostra la band che esegue la canzone nei pressi di un lago. La maggior parte delle sequenze del video ha come protagonista il cantante Tom Keifer intento a suonare il pianoforte mentre il sole tramonta alle sue spalle.
Le riprese sono state effettuate al Lago Mono, in California, lo stesso in cui sono state scattate alcune foto per il booklet dell'album Wish You Were Here dei Pink Floyd.

## Tracce
7" Single A|B Mercury 870 644-7
1. Don't Know What You Got (Till It's Gone) – 5:54
2. Fire and Ice   – 3:22

12" Single Vertigo VERXG 43
1. Don't Know What You Got (Till It's Gone)
2. Fire and Ice
3. Push, Push (Live)
4. Once Around the Ride (Live)

## Classifiche
| Classifica (1988/89)          | Posizione massima |
| ----------------------------- | ----------------- |
| Canada                        | 68                |
| Regno Unito                   | 54                |
| Stati Uniti                   | 12                |
| Stati Uniti (mainstream rock) | 10                |